# Итън Ром
Д-р Итън Ром е поддържащ герой в сериала „Изгубени“ на американската телевизия ABC. Ролята се изпълнява от Уилям Мейпотър. Представен в първия сезон, Итън е хирургът на анатагонистичната мистериозна група на острова "Изгубени". Той прониква в групата на оцелелите от предната част на самолета, преструвайки се на един от тях, докато те не откриват истинската му идентечност, при което той отвлича Чарли Пейс и бременната Клеър Литълтън, опитвайки се да убие Чарли малко след това. Итън е един от малкото герои, които имат повече появи в сериала след смъртта си, отколкото като живи. Итън е също един от малкото хора, родени на острова, както става ясно в деветия епизод на петия сезон Namaste. В българския дублаж Итън се озвучава от Николай Николов.